# Pedrinhas
Pedrinhas is een gemeente in de Braziliaanse deelstaat Sergipe. De gemeente telt 8.709 inwoners (schatting 2009).
De gemeente grenst aan Arauá, Boquim, Itabaianinha en Riachão do Dantas.